# Le Déluge
Le Déluge ist eine Commune déléguée in der französischen Gemeinde La Drenne mit 606 Einwohnern (Stand 1. Januar 2022) im Département Oise in der Region Hauts-de-France. Die Einwohner werden als Diluviens bezeichnet. Übersetzt heißt der Ortsname „die Sintflut“, etymologisch leitet sich der Name aber wohl von Loge (Bezeichnung für eine Holzarbeiter-Hütte) ab.
Die Gemeinde Le Déluge wurde am 1. Januar 2017 mit La Neuville-d’Aumont und Ressons-l’Abbaye zur Commune nouvelle La Drenne zusammengeschlossen. Die Gemeinde gehörte zum Arrondissement Beauvais, zur Communauté de communes des Sablons und zum Kanton Chaumont-en-Vexin.

## Geographie
Le Déluge liegt rund acht Kilometer südwestlich von Noailles. Zur Gemeinde Le Déluge gehörte die Siedlung Le Clos des Tilleuls.

## Einwohner
| 1962 | 1968 | 1975 | 1982 | 1990 | 1999 | 2006 | 2011 |
| ---- | ---- | ---- | ---- | ---- | ---- | ---- | ---- |
| 198  | 225  | 249  | 406  | 463  | 492  | 477  | 490  |

## Sehenswürdigkeiten
- einschiffige Kirche Saint-Jean-Baptiste, ein Ziegelbau[1]

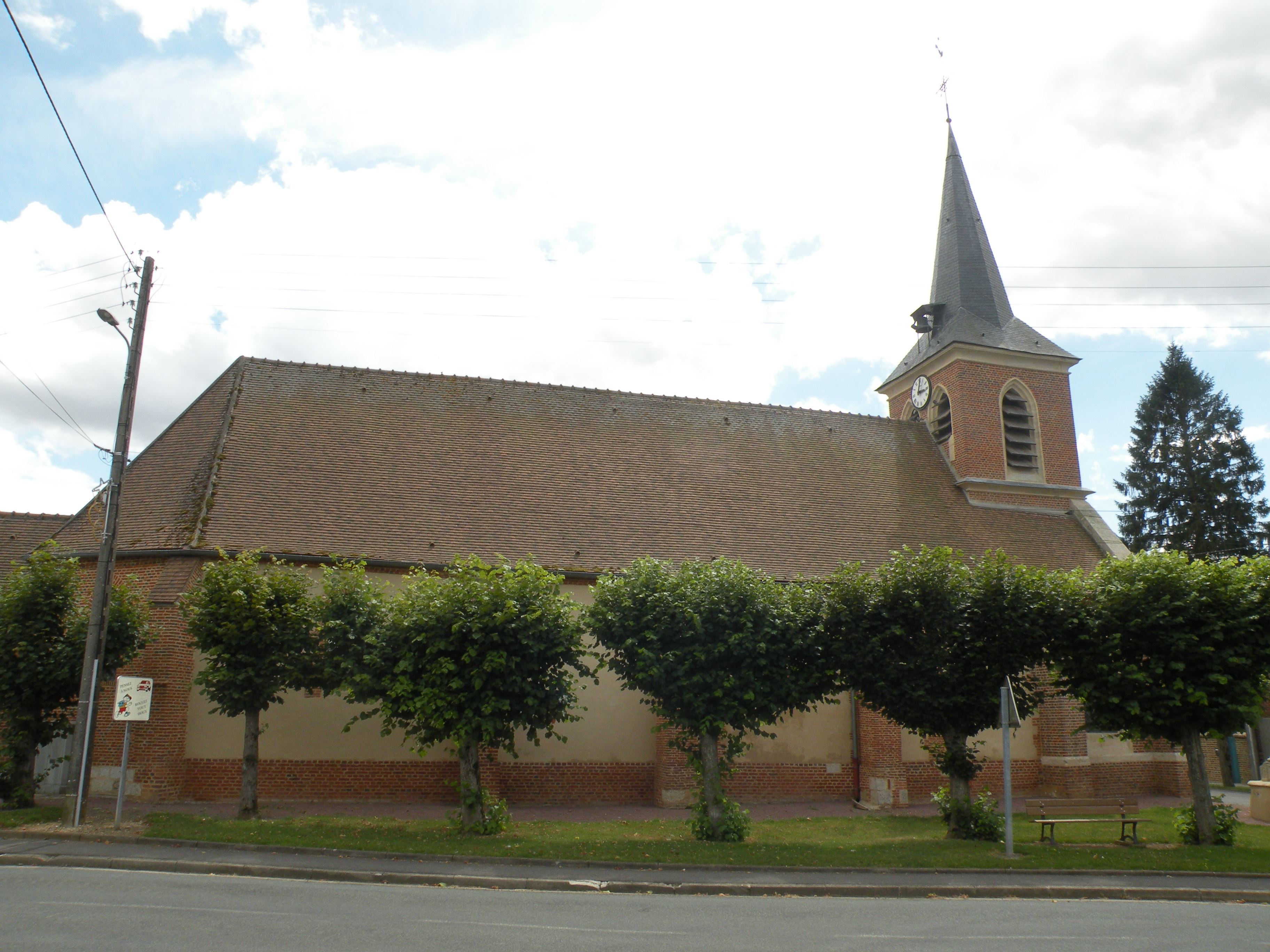
Kirche Saint-Jean-Baptiste